# Gladys Carmagnola
Gladys Carmagnola (1939 – 2015) là nhà thơ và giáo viên người Paraguay. Bà được biết đến là một trong những nhà văn xuất sắc nhất của tác giả, tác phẩm của bà dành cho nhiều đối tượng, bao gồm cả tác phẩm cho trẻ em và cho người lớn.
Bà sinh ra tại thành phố Guarambaré, Central Department, Paraguay, vào ngày 2 tháng 1 năm 1939, là con gái của Ramona và Carlos Herrera Udrizar Carmagnola, là người gốc Italia và bà mất vào ngày 9 tháng 7 năm 2015.

## Thời thơ âu
Carmagnola sống suốt tuổi thơ cùng với anh trai cả của bà Carlos, Haydee và Selva. Ngay từ thiếu thời, bà đã cho thấy tình yêu tự nhiên đối với thơ ca. Từ khi còn rất nhỏ, bà đã tham gia việc dạy học và đồng thời phát triển sự nghiệp thơ văn của mình.

## Sự nghiệp
Bà là người đồng sáng lập và là thành viên của Hội Nhà văn Paraguay. Bà cũng đã tham gia vào việc thành lập nhóm các Hiệp hội nhà văn Paraguay và câu lạc bộ Pen của Paraguay.
Bà là một phần của một thế hệ phụ nữ Paraguay, vào đầu những năm 1960, đã sáng tác các tác phẩm văn học, giữ một vai trò rất quan trọng với nền văn học Paraguay.
Bước đầu tiên của bà trong việc sáng tác thơ ca là hướng đến trẻ em. Cuốn sách thơ đầu tiên của bà dành cho trẻ em mang tên "Ojitos negros", được xuất bản vào tháng 4 năm 1965.
Ngoài nhiều cuốn sách của bà đã được xuất bản, một số bài thơ của bà cũng đã được đưa vào tuyển tập và các ấn phẩm văn học, cả ở quê hương bà và tại các quốc gia khác.

## Các nhà văn đáng chú ý khác của Paraguay
Carmagnola là một nhà văn tuyệt vời nằm nhóm các nhà văn đương đại đã đánh dấu một xu hướng mới trong văn học của Paraguay. Họ là: Eloy Fariña Núñez, Hérib Campos Cervera, Josefina Plá, Óscar Ferreiro, Elvio Romero, José Luis Appleyard, Ramiro Domínguez, José María Gómez Sanjurjo, Rubén Bareiro Saguier, Carlos Villagra Marsal, Jacobo Rauskin, Miguel Ángel Fernandez, Roque Vallejos, Emilio Pérez Chaves, Susy Delgado và Mario Casartelli.

## Tác phẩm
Ấn phẩm đầu tiên của bà có niên đại từ năm 1965, kể từ đó, bà đã cống hiến hoàn toàn cuộc đời cho việc sáng tác các bài thơ, hoàn thành tổng cộng 20 bài.
| Year | Works of Poetry Child                                                  |
| 1965 | Ojitos Negros                                                          |
| 1966 | Navidad                                                                |
| 1979 | Piolin. Work child in its first edition was presented by Josefina Plá. |
| 2003 | Moons flour. Walk – When zoo – Logical! (Walk to the zoo).             |

| Year | works of poetry for adults                                                                                                   |
| 1982 | Lazo essential. |
| 1984 | A weathertight. Work in which gathers some of his early poems beginning of the 60 '                                          |
| 1989 | As in the capueras. Distinguished with the Poetry Award "Jose Maria Heredia" of the Association of Art Critics of Miami, US. |
| 1992 | Depository infidel. Poemario winner of the (single) Poetry of the Paraguayan-German Cultural Institute                       |
| 1997 | Territorio Esmeralda. |
| 2002 | And former White River. |

| Year | Books unpublished                                                                                                  |
| 1986 | To recognize us as brothers. Work finalist in the poetry contest of the Ateneo de Casablanca Cordova Spain.        |
| 1990 | Ash and flash. Work that won the contest in accésit Quinto Centenario summoned by the Spanish Embassy in Paraguay. |

## Giải thưởng và vinh danh
Trong suốt sự nghiệp bà đã được vinh danh cùng với vô số giải thưởng và tri ân trong nước và quốc tế
| Year | Awards |
| 1981 | First Prize of Poetry "Friends of Art" (Asuncion)                                                                 |
| 1985 | Poetry Prize "Jose Maria Heredia" of the Association of Art Critics of Miami, USA for his work "Like in capueras" |
| 1989 | Award "Silver Fiambrera" of the Ateneo of Popular Culture Cordova (Spain)                                         |
| 1992 | Award (single) Poetry of the Paraguayan-German Cultural Institute for his work "Depository infidel."              |
| 1994 | Platelets and Public Tribute Festival Lake Ypacaraí                                                               |
| 1995 | Mention honor of National Prize for Literature                                                                    |
| 1996 | Municipal Prize for Literature                                                                                    |

## Phong cách thơ ca
Về sự ưu tiên thơ ca cho trẻ em, nhà thơ đã cho rằng: "... viết cho trẻ em là sự cam kết lớn lao của tôi và là một trong những số ít niềm tự hào của tôi".
Năm 1979, Mrs. Josefina Plá phản hồi về các tác phẩm dành cho trẻ em của Carmagnola: "Có vài quyển sách của bà chứa sự dịu dàng trong đó, có cuốn có rất nhiều sự dịu dàng, nếu bạn không biết Gladys và không biết rằng bà ấy là sự dịu dàng thuần khiết; rằng vị ngọt là giọng nói đường mật của bà và hình ảnh của bà là không đúng mà còn là sách dạy nấu ăn như rót mật vào tim."
Những bài thơ của bà cho trẻ em có một phong cách ngọt ngào và hấp dẫn, và cho phép độc giả truy cập vào đứa trẻ bên trong con người họ. Chúng tạo ra một cảm giác thích thú và có thể đưa độc giả trở về thời gian của những cây kem, giấc ngủ ngày và các trò chơi không mệt mỏi với bạn bè.
Tác phẩm của bà "Piolin" đã được viết lại, tác giả người Argentina Maria Elena Walsh, người đã định nghĩa nó là "Piolin trong suốt", vì vẻ đẹp văn học và sự trong sáng của nó.
Từ năm 1980, nổi lên một giai đoạn các nhà văn theo phong cách trưởng thành, chuyển hướng các tác phẩm của họ hướng tới một phong cách hiện đại hơn. Các tác phẩm xuất hiện ở giai đoạn này là những bài thơ phản ánh suy nghĩ thời đại mật thiết của nhà thơ và một số bài thơ của tình yêu thiên nhiên.
Tác phẩm của bà dành cho người lớn đã tăng lên bằng một ngôn ngữ rõ ràng và trong sáng giống như một luồng khí trong lành cho độc giả.

## Gia đình
Bà kết hôn với Julio Medina, một luật sư chuyên nghiệp. Họ có một người con gái: Cecilia Medina Carmagnola.